# Кілгор (Небраска)
Кілгор (англ. Kilgore) — селище (англ. village) в США, в окрузі Черрі штату Небраска. Населення — 63 особи (2020).

## Географія
Кілгор розташований за координатами 42°56′21″ пн. ш. 100°57′26″ зх. д. / 42.93917° пн. ш. 100.95722° зх. д. (42.939097, -100.957305).  За даними Бюро перепису населення США в 2010 році селище мало площу 1,16 км², уся площа — суходіл.

## Демографія
Згідно з переписом 2010 року, у селищі мешкало 77 осіб у 33 домогосподарствах у складі 20 родин. Густота населення становила 66 осіб/км².  Було 45 помешкань (39/км²).
Расовий склад населення:
| - 74,0 % — білих - 14,3 % — корінних американців - 2,6 % — чорних або афроамериканців |

До двох чи більше рас належало 9,1 %. Частка іспаномовних становила 7,8 % від усіх жителів.
За віковим діапазоном населення розподілялося таким чином: 26,0 % — особи молодші 18 років, 55,8 % — особи у віці 18—64 років, 18,2 % — особи у віці 65 років та старші. Медіана віку мешканця становила 43,2 року. На 100 осіб жіночої статі у селищі припадало 113,9 чоловіків;  на 100 жінок у віці від 18 років та старших — 119,2 чоловіків також старших 18 років.
Середній дохід на одне домашнє господарство  становив 57 886 доларів США (медіана — 52 500), а середній дохід на одну сім'ю — 68 347 доларів (медіана — 57 188). За межею бідності перебувало 20,3 % осіб, у тому числі 27,8 % дітей у віці до 18 років та 0,0 % осіб у віці 65 років та старших.
Цивільне працевлаштоване населення становило 33 особи. Основні галузі зайнятості: освіта, охорона здоров'я та соціальна допомога — 30,3 %, науковці, спеціалісти, менеджери — 21,2 %, оптова торгівля — 18,2 %.